# 豆斌
豆斌（？—1759年），諡壯節，陝西省平涼府固原州（今寧夏回族自治區固原縣）人，清朝政治人物、軍事將領。

## 生平
豆斌初以馬兵入提標，后累遷肅州鎮標中營守備。雍正年間，跟從征討準噶爾。后升任川陝督標前營游擊。準格爾進犯科舍圖，豆斌率領部隊擊退。乾隆八年，擔任陝西固原提督，后改廣西提督，署都督僉事。任廣東提督，后改任廣西提督，期間上疏請求更換槍支。此後調任固原提督。乾隆十六年，命以提督銜領湖北宜昌鎮總兵事、同年再升任甘肅提督、安西提督。命征討準噶爾，率領部隊出駐巴里坤。后因病乞求罷免，幾月後仍然恢復擔任安西提督，命赴巴里坤與兆惠會師。之後進攻霍集占、佔領庫車，后充任領隊大臣，徼巡魯克察克、闢展、庫車諸地驛路。當時兆惠在黑水被圍困，豆斌從副將軍富德自阿克蘇兼程赴援。大軍抵達呼爾滿，霍集占率領五千人迎戰，清軍分兩翼進攻。阿里袞解馬抵達，豆斌偕眾將夾擊，側胸中創，仍然堅持大戰并獲勝，后因傷去世，諡壯節，祀昭忠祠，予騎都尉兼雲騎尉。之後回部平定，圖形紫光閣。

## 延伸阅读
[在维基数据编辑]
 《清史稿/卷315》，出自趙爾巽《清史稿》